# Sarras
Sarras é uma comuna francesa na região administrativa de Auvérnia-Ródano-Alpes, no departamento de Ardèche. Estende-se por uma área de 11,65 km². Em 2010 a comuna tinha 2 248 habitantes (densidade: 193 hab./km²).